# Сірозем
Сіроземи — світлі, пухкі, карбонатні з поверхні ґрунти з недиференційованим профілем. Материнською породою є суглинки. Поширені в Євразії, Північній Америці, Південній Америці. Це зональний тип ґрунтів пустельних степів (напівпустель) субтропічного поясу. В Україні знаходяться переважно на заході. Утворюються під широколистяними лісами. Потребують достатньо тепла і вологи. Вміст гумусу: до 4%; шар гумусу — до 50 см. Для того, щоб поліпшити стан сірих лісових ґрунтів, необхідно вносити мінеральні добрива.